# Vandløb
Et vandløb kan være en kilde, en bæk, en å eller en elv (flod). Hvert eneste vandløb har et afvandingsområde eller et 'opland', som det afvander. Dette opland er afgrænset af vandskel, altså højderygge ind mod andre vandløbs oplande. På sin vej mod havet 'vælger' vandløbet den letteste vej. Derfor kan vandløb have udløb til både andre vandløb, søer, floder, moser, rismarker, mangrover, vandfald foruden havet.
Under sin langvarige gennemstrømning af landskabet vil vandløbet skære sig ned, sådan at højdeforskellen mellem udspring og udmunding bliver udjævnet. På de dele af løbet, hvor højdeforskellen er størst, bliver strømmen kraftig og nedskæringen i landskabet meget markant. På de flade strækninger er strømmen langsom, og løbet har en tendens til at øge sine slyngninger. Derved dannes mæandre med kraftige bugtninger og afsnørede floddele.
Hvis et vandløbs udløb til havet sker et sted, hvor der ikke er nævneværdigt meget tidevand, bliver mundingen forgrenet på en karakteristisk måde, som kaldes et floddelta (se fx (Donau eller Nilen). Det samme vil ske på steder, hvor vandløbet møder store, flade landområder uden nævneværdigt fald. Det mangegrenede vandløb kaldes så et indlandsdelta (se fx Okawango).
Hvis floden derimod har sit udløb, hvor tidevandsforskellen er kraftig, opstår en tragtformet munding (se fx Themsen eller St. Lawrence-floden).
Menneskeskabte kunstige vandløb er fx: Kanal, skibskanal, akvædukt og kloak.
Danmarks længste å er Gudenåen, mens Skjern Å er det vandløb i landet, som har den største vandføring.

## Afvandingsareal
Et afvandingsareal for et vandløb er det areal, som bidrager med vand til et vandløb. Den vandmængde, som derved kan tilføres vandløbet, udgøres af nedbør, som falder inden for området fratrukket fordampning og andre tab. Man skelner mellem to slags afvandingsarealer: Det topografiske opland og grundvandsoplandet:
Det topografiske opland er hele det areal, hvis overflade hælder ind mod vandløbet.
Grundvandsoplandet er alene det areal, hvor grundvandets højde falder ind mod vandløbet.
Disse to oplande behøver ikke altid at være sammenfaldende. Det skal desuden bemærkes, at der inden for afvandingsarealet kan befinde sig mindre, aflukkede lavninger uden afløb på jordoverfladen.
Størrelsen og formen af afvandingsarealet er af betydning, da de bestemmer sammen med nedbørsmængden vandføringen i vandløbet.

## Vandføringen
Vandføringen i et vandløb kan bestemmes for et givet sted (tværprofil) ved at måle vandets strømhastighed og derefter beregne mængden af vand, der passerer stedet inden for et givet tidsrum, fx liter pr. døgn. Denne vandmængde modsvarer det vand, der er faldet som nedbør, som ikke er fordampet eller optaget af plantevæksten, og som er tilstrømmet vandløbet enten ved overfladetilstrømning eller ved grundvandstilstrømning oven for målestedet.
Denne vandføring er ikke ens over hele året. I perioder med megen nedbør, vil en større del tilstrømme vandløbet, hvorimod mængden i tørkeperioder og om vinteren er mindre.

## Vandløbets længdeprofil og tværprofil
Vandløbs længde- og tværprofiler er meget uens og afspejler, hvilket sted i vandløbets forløb man befinder sig. Ligeledes afhænger vandføringen og strømhastigheden af, hvilken del af vandløbets længdeprofil (og tværprofil) man befinder sig ved. Der skelnes mellem tre hoveddele:
- Det øvre løb: Dette er typisk, hvor vandløbet starter. Her er længdeprofilet som regel karakteriseret ved stærk hældning og tværprofilen et ret smalt løb, fx en V-formet dal. Vandløbets store fald medfører en stor strømhastighed, men vandmængderne er på grund af dets tværprofil forholdsvis beskedne. Den energi, som vandstrømmens styrke har, skaber stor erosion og forholdsvis stor materialetransport.
- Det mellemste løb: Her er vandløbet som regel med aftagende fald, og tværprofilen er bredere, omtrent formet som en U-dal. Vandhastigheden er på grund af det mindre fald også mindre, hvilket gør, at erosionen er mindre, og der kan aflejres materiale. På grund af det bredere tværprofil bliver de gennemstrømmende vandmængder imidlertid større end i det øvre løb.
- Det nedre løb: I denne del vil vandløbet som regel befinde i fladland eller en ret bred dal. Strømhastigheden er meget lille, og der sker som følge heraf en stor aflejring af materiale. Ved åmundinger kan denne tage form af deltadannelse – der hvor vandet ender, inden det løber ud i havet. Til trods for den lave strømstyrke vil vandmængderne på grund af den uforholdsvis store bredde være endnu større end i det mellemste løb.

Vandløb tilstræber en tilstand med eksponentielt aftagende fald, men stigende bredde. Hvis der undervejs i vandstrømmens forløb mod havet indtræder steder, hvor erosion ikke er mulig (fx søer eller klippegrund), vil vandløbet tilstræbe sin ideelle tilstand frem til dette sted og så begynde forfra på sit længdeprofil, når stedet er passeret.
Vandløb bliver ikke særligt dybe sammenlignet med deres bredde, men stedlige forhold kan bevirke, at vandløbet bliver forholdsvis smalt og – for at kunne sikre den fornødne afstrømning af vandmængder – dybere.
Faldhøjden påvirker vandløbets hydromorfologi og bestemmer, om vandløbet skal flyde eller være roligt. Et vandløb med høj faldhøjde og hastigt strømmende vand er ofte mere stenet end en rolig strøm. Sådanne områder kaldes stryg.

## Meandrering
Et vandløb er aldrig lige, men vil tilpasse sig landskabet. Det vil finde sin vej gennem de lavere liggende og den blødere jord, hvorved vandløbet let vil danne større og mindre sving eller kurver. Sker dette, er der en tendens til, at disse vokser. Det skyldes, at vandløbets vandstrøm på ydersiden vil nedbryde brinken, hvorimod de langs indersiden af buen vil aflejre medbragt materiale som følge af lavere hastighed. Denne proces kaldes meandrering.
Med tiden vil disse processer bevirke, at buerne bliver stadig større og til sidst så store, at vandet kan lave et gennembrud, hvorved den tidligere bue efterlades uden en egentlig vandstrøm som en c-formet indsø (meandersø eller krogsø). Disse søer kan eventuelt være forbundet med vandløbet ved et mindre afløb, men vil ellers vokse til.

## Deltadannelse
Når et vandløb ved udmundingen i havet aflejrer mere medbragt materiale i form af sand, grus og slam, end havet eller en sø kan føre bort, opbygges der en landbanke. For lettere at komme forbi vil vandløbet dele sig i flere grene. Det nye landområde, som dannes på denne måde, kaldes et delta. Navnet blev først brugt i Nilen, som har en triangelformet deltamunding, der minder om den græske delta-bogstav. I dag betegnes delta som aflejringer ved en flodmunding, uanset hvilken form deltaet har.
Deltadannelser kan også forekomme i indlandet, fx i engområder. Således har Ribe Å deltadannelser ved Seem: Lillesand, Nysand og Storesand. Deltadannelse forekommer også i Varming Sø. I Fladså sker en lignende sedimentering i Gram Sø. Undersøgelser har vist, at deltafronten i Ribe Å bevæger sig 150-190 m pr. år eller o,4-0,5 m pr. dag. Sedimentering sker altså ikke kun ved åens udløb men også undervejs ved passage af områder med mere stillestående eller langsomt bevægende vandområder.

## Materialetransport
Vandløb bringer større eller mindre mængder af materialer med sig under sit forløb. Dette materiale er suspenderet i vandet og ikke altid lige synligt for det blotte øje. Til illustration af omfanget kan nævnes, at Ribe Å ved sit udløb i Vadehavet i 1986 medtog omkring 15 ton pr km2 om året (Ribe Å har et afvandingsområde på 950 km2). Undersøgelser har vist, at tilførslen af bundtransporteret sand fra Gels Å (en af Ribe Ås tilløb) i april 1985 var 0,069 ton pr km2 pr døgn men i oktober samme år 0,008 ton pr km2 pr døgn. En del af disse sedimenter stammer fra åbredderne.

## Vandets økologi
Vandløb har ofte begrænset primærproduktion, hvilket betyder, at basen i fødekæden ikke består af fotosyntetiserende organismer fraset nogle større floder, der kan have en ret stor primærproduktion. Dette betyder, at økosystemet i vandløbet er afhængigt af eksternt materiale, såsom blade, grene og landinsekter fra landmiljøet. Blade nedbrydes og spises af visse insekter, der lever i tilknytning til vand, såsom myg, guldsmede og vårfluer. Andre insekter lever af den biomasse i form af bakterier, der findes på alle overflader i en strøm, og som lever af opløst organisk stof. Disse bliver derefter føde for andre organismer såsom guldsmede og fisk.
Vand har betydning for plantevækst og dyreliv ved at de etablerer spredningskorridorer, muligheder for organismer der lever i og ved vand for at bevæge sig gennem et landskab, der ellers ved sin karakter (fx som landbrugsland eller skov) kunne udgøre spredningsbarrierer. Træer langs vandløbet skygger dette og bidrager med nedfaldne blade og grene, der danner grundlag for mange vandvejes økosystemer. Træers skygge sænker også temperaturen, hvilket gør det muligt for vandet at holde mere ilt.
Andelen af skov og agerjord i afvandingsområdet bestemmer vandets kemiske forhold. En stor andel med skov giver et højere humusindhold, der farver vandet brunt og sænker pH-værdien.
Den 30–50 meter brede zone nærmest vandløbet påviker i stor udstrækning miljøet i vandløbet. Denne vandnære zone bidrager blandt andet med at fange sedimenter, idet suspenderat materiale opfanges af beplantningen og fungerer som et filter mod land hvor lerpartikler fra landbrug kan blive opfanget ligesom kemiske forbindelser, fx forureninger som fosfor og bekæmpningsmidler, hvilket mindsker miljøbelastningen af vandløbet.

## Vandløbets plantevækst og dyreliv
Langs naturlige vandløb forekommer ofte plantevegetation langs bredden. Det er vigtigt, at der er en god vegetation omkring åen eller vandløbet, da de tilføjer organiske stoffer til vandet. Disse organiske stoffer bliver nedbrudt af åens dyr og bakterier. Åen domineres altså af nedbryderfødekæden. Når vandet løber igennem en å eller et vandløb med en god vegetation, bliver vandet renset, og derfor har åer oftest en meget vigtig økologisk betydning.
En å kan inddeles i tre dele. Den øvre, mellemste og nedre å. Den øvre å er der, hvor åen udspringer. Dette stykke kaldes også kildebækken. Den mellemste å er det, man normalt ser som en å, der løber ganske almindeligt og snoet gennem landskabet. Den nedre å er en del af åen, der kan minde om en flod.
Kildebækken er som sagt der, hvor åen udspringer. Det kan være i form af for eksempel en kilde, eller ved at drænvand ledes ud i en grøft fra en mark. At vandet i starten af en å ofte rinder meget hurtigt på et lille område, gør, at vandet bliver meget iltet. Derudover er det ofte sumpet, hvor vandet kommer op. Derfor ses ofte en meget tæt bevoksning af vegetation omkring åen. Åen overbevokses altså af bredplanterne. Disse skygger for vandet, så der ikke kan gro planter nede i vandet. Hvis der skulle være et sted, hvor der kan komme sollys ned i vandet, vil det ofte kun være mikroskopiske planter i form af alger, der gror dernede. Når planterne dør, lander de i vandet og er nu føde for åens nedbrydere. Åen får tilført næring, når disse nedbrydere fordøjer planterne. Sedimenterne aflejres på bunden af åen. I kildebækken er iltforholdene ofte gode, da der oftest er meget turbulens i vandet, og der derfor kan blande sig med ilten. Det er oftest her, der er mest bevoksning omkring åen, og der er derfor også her, der tilføres mest næring.
På den mellemste del af åen, som er der, hvor der tilføjes mere vand til den, er der ikke en nær så stor bredvegetation som i forhold til i kildebækken. Der kan derfor komme lys ned i vandet, og det gør, at der kan gro planter i vandet. Der er altså særligt mange alger i vandet her. På de steder, hvor der ikke er dannet snoninger på åen på grund af aflejringer, vil der dannes stryg. Stryg er et sted på en å, hvor gruset vaskes rent. Her er der ofte også meget lavvandet, og da gruset er vasket rent her, vil der også her blive danner turbulens i vandet, og der sker et stort optag af ilt. Jo mere turbulens, desto bedre er iltforholdene. Her er planternes dannelse af ilt i form af fotosyntese meget vigtig for åen, da der kan tilføjes meget ilt til åen i løbet af dagen. Men når det bliver mørkt, vil dyrenes, platernes og bakteriernes respiration gøre iltforholdene dårlige. Der er derfor vigtigt med mange planter langs åen.
Den sidste del af åen, den nedre del, er ofte en eng. Her er meget vandrigt, dybt, og vandet løber ikke særligt hurtigt her. Der vil også være langt til planter, da de oftest står ude i siderne og oftest vokser som rørsump. Bunden af denne del af åen vil være præget af en del slam og består derfor af mange sedimentædere og muslinger. De vil bruge en del af ilten til respiration, så denne del er derfor også den mest iltfattige del af åen, da der som regel også er langt ned til bunden, og ilten derfor har svært ved at komme derned.

## Interesser
Her i landet er der en række grupper med interesse i landets vandløb.
- Landmænd har interesser i vandløb som steder, hvor de kan komme af med overskydende vand fra markerne, særligt i forbindelse med dræn.
- Miljøfolk har interesse i vandløb som levested for mange dyr og planter.
- Vandløbene er en del af landskabet og har interesse som sådan.
- Vandløb kan være levested for fisk og har derfor også interesse for fiskere, især i forbindelse med sportsfiskeri.
- Vandløb har spillet en betydelig rolle i forbindelse med oprettelse af dambrug.

I forvaltningen af vandløbene må disse interesser ofte holdes op imod hinanden.